# Rhinolophus stheno
Rhinolophus stheno es una especie de murciélago de la familia Rhinolophidae.

## Distribución geográfica
Se encuentra en Indonesia (Sumatra y Java), Laos, Malasia Peninsular, Tailandia, Birmania y Vietnam, probablemente en Camboya.